# 朱广平
朱广平（1952年—），男，河南开封人，中华人民共和国政治人物。

## 生平
早年参加中国人民解放军，后入学郑州大学中文系。1999年，担任洛阳市副市长。2003年，升任中共洛阳市委副书记。2006年，担任南阳市委副书记、南阳市代市长。次年，任市长。2012年10月，因涉嫌受贿罪，被终止全国人大代表资格。